# Centro Astronómico de Toruń
El Centro  Astronómico de Toruń es un observatorio astronómico óptico y de radiofrecuencia ubicado en Piwnice, un pequeño pueblo a unos 15 km al norte de Toruń, Polonia. Alberga dos radiotelescopios de antena única, de 32 y 15 metros de diámetro, así como el telescopio óptico polaco más grande, en una configuración Schmidt-Cassegrain de 90 cm con cámara. La instalación es administrada por la Universidad Nicolás Copérnico de Toruń.

## Radioastronomía
Desde 1981, el observatorio forma parte de la red mundial de radiotelescopios que participan en VLBI (Interferometría de muy larga base) para observaciones espectroscópicas, de flujo, de polarización y en las observaciones de púlsares.